# María Isabel Martínez de Murguía Embara
María Isabel Martínez de Murguía Embara   (Madrid, 16 d'octubre de 1967), coneguda esportivament com a Maribel Martínez, és una jugadora d'hoquei sobre herba espanyola, ja retirada, guanyadora d'una medalla olímpica.
Membre del Reial Club de Polo de Barcelona va participar, als 24 anys, en els Jocs Olímpics d'Estiu de 1992 celebrats a Barcelona (Catalunya), on va aconseguir guanyar la medalla d'or en la competició femenina d'hoquei sobre herba. Al llarg de la seva carrera també guanyà una medalla de plata en el Campionat d'Europa d'hoquei sobre herba. Amb la selecció espanyola jugà 119 partits internacionals. Fou la primera jugadora espanyola d'hoquei sobre herba en fitxar com a professional per un equip estranger.
Llicenciada en pedagogia, una vegada retirada passà a exercir d'entrenadora primer, i després en l'àmbit del coaching.